# Czworobok zupełny

Czworobok zupełny z zaznaczonymi prostymi przekątnymi (linie przerywane), punktami przekątnymi (białe kółka) i pomarańczową linią łączącą środki odcinków prostych przekątnych wyznaczonych przez wierzchołki czworoboku

Czworobok zupełny – figura geometryczna na płaszczyźnie złożona z czterech prostych, z których żadne trzy nie mają wspólnego punktu, ważna dla geometrii rzutowej.

## Nazewnictwo
Proste, z których składa się czworobok zupełny, nazywamy jego bokami, a sześć punktów ich przecięcia – wierzchołkami. Trzy proste, które nie są bokami, a które przechodzą przez dwa wierzchołki czworoboku nazywamy prostymi przekątnymi, a punkty ich przecięcia to punkty przekątne.

## Własności
- Na każdej prostej przekątnej leżą dwa wierzchołki czworoboku i dwa jego punkty przekątne. Para wierzchołków i para punktów przekątnych dzielą się harmonicznie, tj. dwustosunek tych par wynosi −1.
- Środki odcinków przekątnych wyznaczonych przez wierzchołki na nich leżące są współliniowe. Co więcej, Izaak Newton udowodnił, że na tej samej prostej {\displaystyle M} leży ognisko krzywej stożkowej stycznej do wszystkich boków czworoboku.
- Ortocentra czterech trójkątów wyznaczonych przez boki czworoboku zupełnego wszystkie leżą na jednej prostej prostopadłej do {\displaystyle M}[1]. Plücker pokazał, że okręgi, których średnicami są odcinki przekątnych wyznaczone przez wierzchołki czworoboku mają dwa wspólne punkty, które również leżą na tej prostej.
- Okręgi opisane na trójkątach wyznaczonych przez trójki boków czworoboku mają punkt wspólny.